# Liste der Geotope in der Stadt Lübeck
Diese sortierbare Liste enthält die Geotope der kreisfreien Stadt Lübeck in Schleswig-Holstein. Sie enthält die amtlichen Bezeichnungen für Namen und Nummern sowie deren geographische Lage (Stand 2015).
| Geotop-Nummer | Objektnummer Geotop-Potentialgebiet | Name                                                 | Geotoptyp                          | Stadtteil(e)           | Koordinaten                      | Bild                    | Bemerkung                                                                                                |
| ------------- | ----------------------------------- | ---------------------------------------------------- | ---------------------------------- | ---------------------- | -------------------------------- | ----------------------- | --- |
|               | Dr 007                              | Drumlins bei Gut Roggenhorst (2 Einzelflächen)       | Drumlin, drumlinisierte Landschaft | Lübeck-St. Lorenz Nord | 53° 51′ 47,6″ N, 10° 35′ 35,9″ O |                         | Zu Roggenhorst siehe auch Lübeck-Schönböcken                                                             |
| Du 035        |                                     | Binnendünen südlich Eicholz/Lübeck (2 Einzelflächen) | Düne, Flugsandgebiet               | Lübeck-St. Gertrud     | 53° 50′ 16″ N, 10° 44′ 40,8″ O   |                         | Der Lübecker Teil der Herrenburger Binnendüne im mecklenburgischen Naturschutzgebiet Wakenitzniederung ? |
|               | Fl 004                              | Beckentonfläche Reecke, Eisrand Weichsel-Kaltzeit    | Glazigenes Flächenelement          | Lübeck-Moisling        | 53° 49′ 51,1″ N, 10° 35′ 26,2″ O |                         | |
| Kl 026        |                                     | Kliff Weichsel-Kaltzeit: Brodtener Ufer              | Kliff                              | Lübeck-Travemünde      | 53° 58′ 56″ N, 10° 52′ 52″ O     | Brodtener Steilufer     | |
| Kl 033        |                                     | Kliff Dummersdorfer Ufer                             | Kliff                              | Lübeck-Kücknitz        | 53° 55′ 6,4″ N, 10° 51′ 58,2″ O  | Dummersdorfer Ufer      | |
|               | Ni 011                              | Niedertaulandschaft Dummersdorf                      | Eiszerfalls-Landschaft             | Lübeck-Kücknitz        | 53° 55′ 16″ N, 10° 51′ 16,8″ O   |                         | |
| Os 012        |                                     | Os-System von Waldhusen-Kücknitz                     | Os                                 | Lübeck-Kücknitz        | 53° 55′ 30,7″ N, 10° 48′ 32,6″ O |                         | |
| St 016        |                                     | Strandwälle Priwall                                  | Strandwall                         | Lübeck-Travemünde      | 53° 57′ 23,5″ N, 10° 53′ 29″ O   | Priwallstrand mit Dünen | Die Strandwälle erstrecken sich bis nach Mecklenburg-Vorpommern                                          |
| Ta 031        |                                     | Bachtal der Grienau südlich von Lübeck               | Talform                            | Lübeck-Moisling        | 53° 49′ 50,4″ N, 10° 37′ 9,6″ O  |                         | |

## Quelle
- Geotopliste Planungsraum III. (PDF, 303 KB) Geologischer Dienst im Landesamt für Landwirtschaft, Umwelt und ländliche Räume des Landes Schleswig-Holstein, Mai 2015, abgerufen am 23. Juli 2015.